# 2008 en Grèce
Chronologie de la Grèce
- 2004
- 2005
- 2006
- 2007
- 2008
- 2009
- 2010
- 2011
- 2012

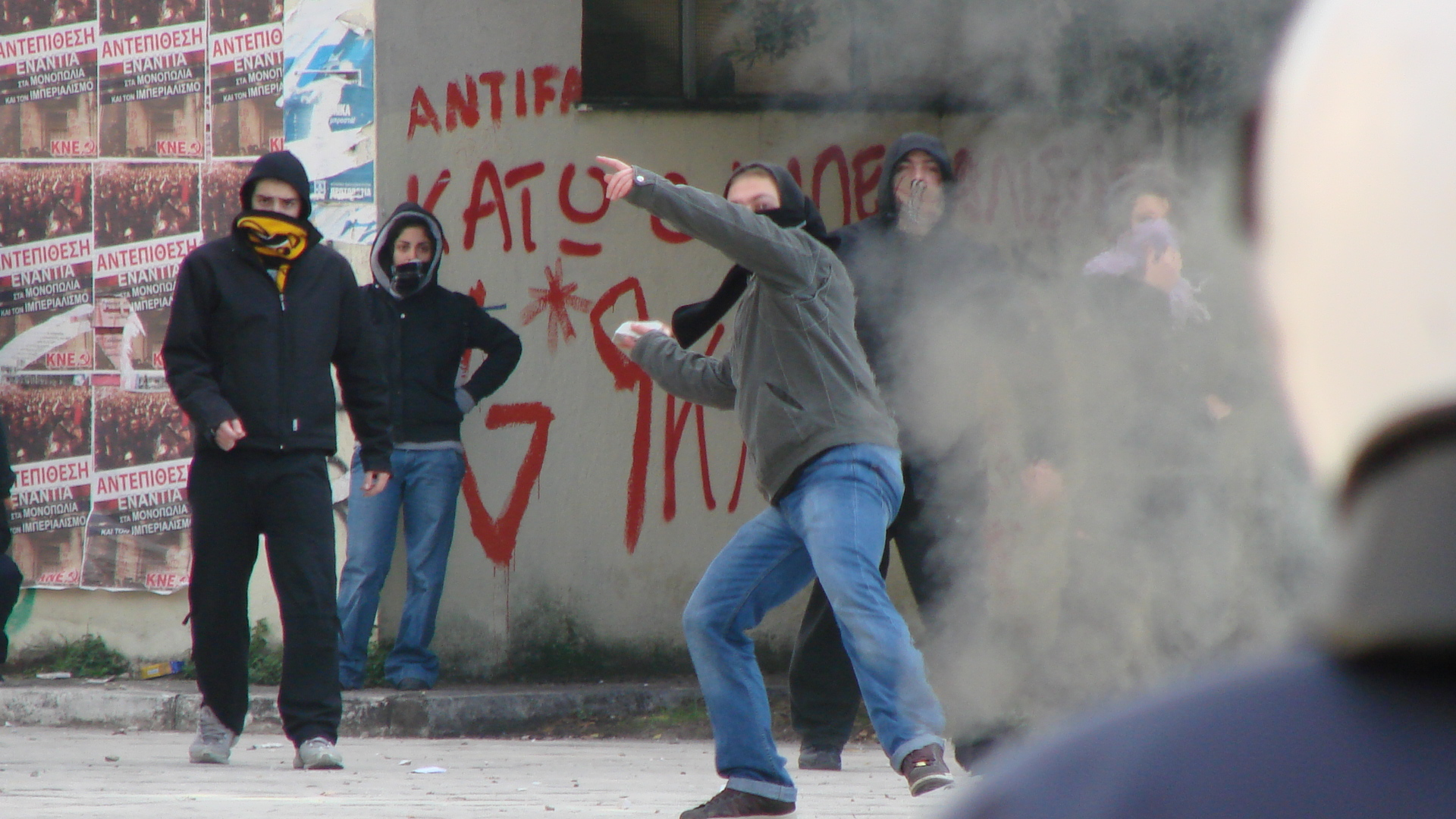
Émeute à Thrace (9 décembre 2008).

Cette page concerne les évènements survenus en 2008 en Grèce  :

## Évènement
- à partir du 21 janvier : Apparition de la Conspiration des cellules de feu, avec une vague de 11 attaques à la bombe incendiaire contre des concessionnaires de voitures de luxe et des banques à Athènes et Thessalonique.
- mai : Amendement constitutionnel (en).
- 30 mai : Scandale de corruption de Siemens (en), concernant des transactions entre Siemens AG et des fonctionnaires du gouvernement grec pendant les Jeux olympiques d'été de 2004 à Athènes.
- 4 juin : Meurtre de l'acteur Nikos Sergianopoulos (en) à Pangráti.
- 8 juin : Séisme dans le Péloponnèse (en).
- 15 juillet : Séisme dans le Dodécanèse (en).
- à partir du 7 décembre : Début des émeutes, en Grèce, à la suite de la mort d'un jeune homme, tué par un agent de Police.

## Cinéma - Sortie de film
- Création du festival d'animation Animasyros (en).
- 14-23 novembre : Festival international du film de Thessalonique.
- Afstirós katállilo
- Histoire 52
- Käsky
- La Poussière du temps

## Sport
- 29 mai-1er juin : Rallye de l'Acropole (en)
- 14-20 juillet : Tournoi préolympique de basket-ball à Athènes.
- 8-24 août : Participation de la Grèce aux Jeux olympiques d'été à Pékin en Chine.
- 6-17 septembre : Participation de la Grèce aux Jeux paralympiques d'été (en) à Pékin en Chine.
- 16-21 septembre : Organisation des championnats d'Europe d'aviron à Marathon.
- Championnat de Grèce de basket-ball (2007-2008) (en)
- Championnat de Grèce de basket-ball (2008-2009) (en)
- Championnat de Grèce de football 2007-2008
- Championnat de Grèce de football 2008-2009
- Coupe de Grèce de football 2007-2008 (en)
- Coupe de Grèce de football 2008-2009 (en)
- Création du clubs de sport : AEK Futsal (en) (futsal).
- Dissolution du club de football Odysseas Androutsos F.C. (en).

## Télévision
- Création des chaînes de télévision Cosmote TV (en), MTV et Universal Channel (en).

## Création
- Grèce Hebdo
- ROZA (en), parti politique.
- Société - Parti politique des successeurs de Kapodistrias (en), parti politique.
- Tunnel de Driskos (en)

## Décès
- Ánna Avraméa, chercheuse, géographe et byzantiniste.
- Christodule Ier d'Athènes, primat de l'Église orthodoxe autocéphale de Grèce.
- Jules Dassin, réalisateur, scénariste, producteur et acteur.
- Margaríta Karapánou, romancière.
- Élena Nathanaíl, actrice.
- Theódoros Troupís, écrivain.